# Oneop
Oneop  es un municipio de Estados Federados de Micronesia situado en el atolón homónimo, en el estado de Chuuk.